# Dhikure Pokhari
Dhikure Pokhari (nep. ढिकुरपोखरी) – gaun wikas samiti w zachodniej części Nepalu w strefie Gandaki w dystrykcie Kaski. Według nepalskiego spisu powszechnego z 2001 roku liczył on 1687 gospodarstw domowych i 8081 mieszkańców (4340 kobiet i 3741 mężczyzn).